# S펜

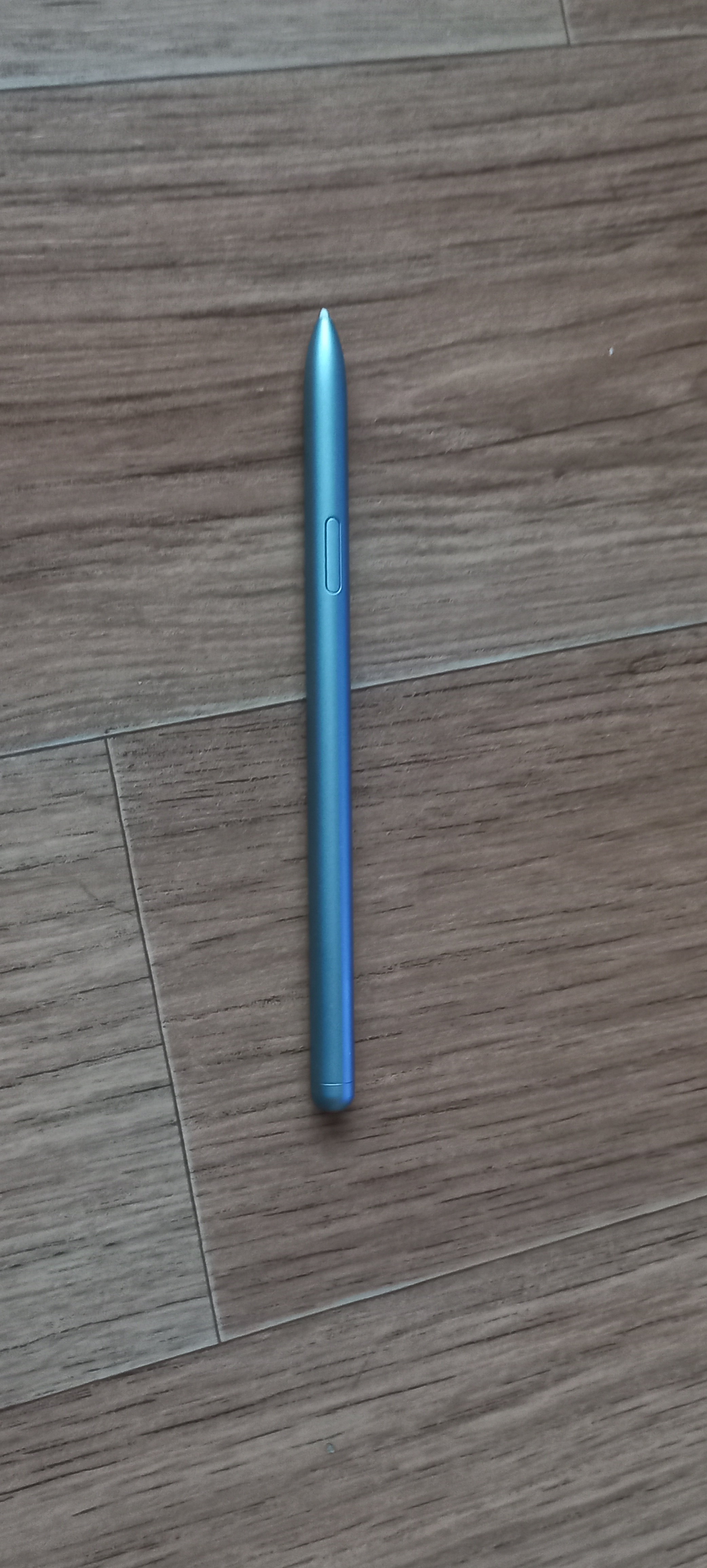
2021년부터 갤럭시 탭 S7 FE에 S펜이 번들로 제공된다.

S펜(S pen)은 삼성전자의 터치펜이다. 삼성 갤럭시 노트가 출시될 때 처음 출시했으며 2021년에 삼성 갤럭시 Z 시리즈, 삼성 갤럭시 S 시리즈에 들어갔다.
삼성전자가 와콤의 디지털 펜 기술을 적용해 설계, 개발한 무선 디지털 펜 스타일러스이다. 스마트폰, 태블릿 등 지원되는 갤럭시 모바일 장치는 물론 일부 삼성 노트북, 삼성 갤럭시 북 및 크롬북 노트북과 함께 사용하도록 만들어졌으며 종종 번들로 제공된다. 2011년 삼성 갤럭시 노트 시리즈와 함께 처음 출시되어 노트 제품군의 핵심 기능이 되었다. S펜은 펜을 움직여 텍스트를 번역하고, 애니메이션 메시지를 만드는 등의 기능을 지원한다.

## S펜과 호환되는 기종들
- 삼성 갤럭시 노트 시리즈
- 삼성 갤럭시 탭 시리즈
  - 탭 S: 삼성 갤럭시 탭 S3 (삼성 갤럭시 탭 S5e 제외)
  - 탭 A: 삼성 갤럭시 탭 A 8.0(2015/2019), 삼성 갤럭시 탭 A 9.7, 삼성 갤럭시 탭 A 10.1 전용
  - 탭 액티브: 모든 모델
- 삼성 갤럭시 S
- 삼성 갤럭시 Z 시리즈
  - Z 폴드: 삼성 갤럭시 Z 폴드 3 이후의 모든 모델 (번들되지 않음)
- 삼성 갤럭시 북 시리즈: 북, 북2, 플렉스, 플렉스 a, 모든 프로 360 모델
- 삼성 센스: 9 펜, 9 프로
- 삼성 크롬북: 플러스, 고, 갤럭시 크롬북
- 삼성 아티브: 삼성 아티브 탭 3, 삼성 아티브 탭 5, 삼성 아티브 탭 7

## 사양 비교
| 펜 팁 직경   | 기본 포함                                                     | 기본 포함                                                                     | 기본 포함        |
| 펜 팁 직경   | Galaxy Phone                                                  | Galaxy Tablet                                                                 | 기타             |
| ------------ | ------------------------------------------------------------- | ----------------------------------------------------------------------------- | ---------------- |
| 1.6mm        | Note 3/4/5, Note 10.1, Note Pro 12.2                          | Tab A 8.0, Tab A 9.7, Tab A 10.1 (2016)                                       |                  |
| 0.7          | Note 7/8/9 series                                             | Tab S3, Tab S4, Tab A (2019), Tab Active2                                     | Notebook 9 Pen S |
| 0.7 mm (new) | Note 10/20 series, S21 Ultra, S22 Ultra, S23 Ultra, S24 Ultra | Tab S6, Tab S6 Lite, Tab S7 series, Tab S8 series, Tab Active 3 s9 tab siries |                  |
| 1.5 mm       | Z Fold 3/4/5                                                  |                                                                               |                  |

## 같이 보기
- 삼성 갤럭시 노트 시리즈
- 펜 컴퓨팅
- 와콤
- 애플 펜슬
- 서피스 펜
- 태블릿 PC